# Christophe-Gabriel Allegrain

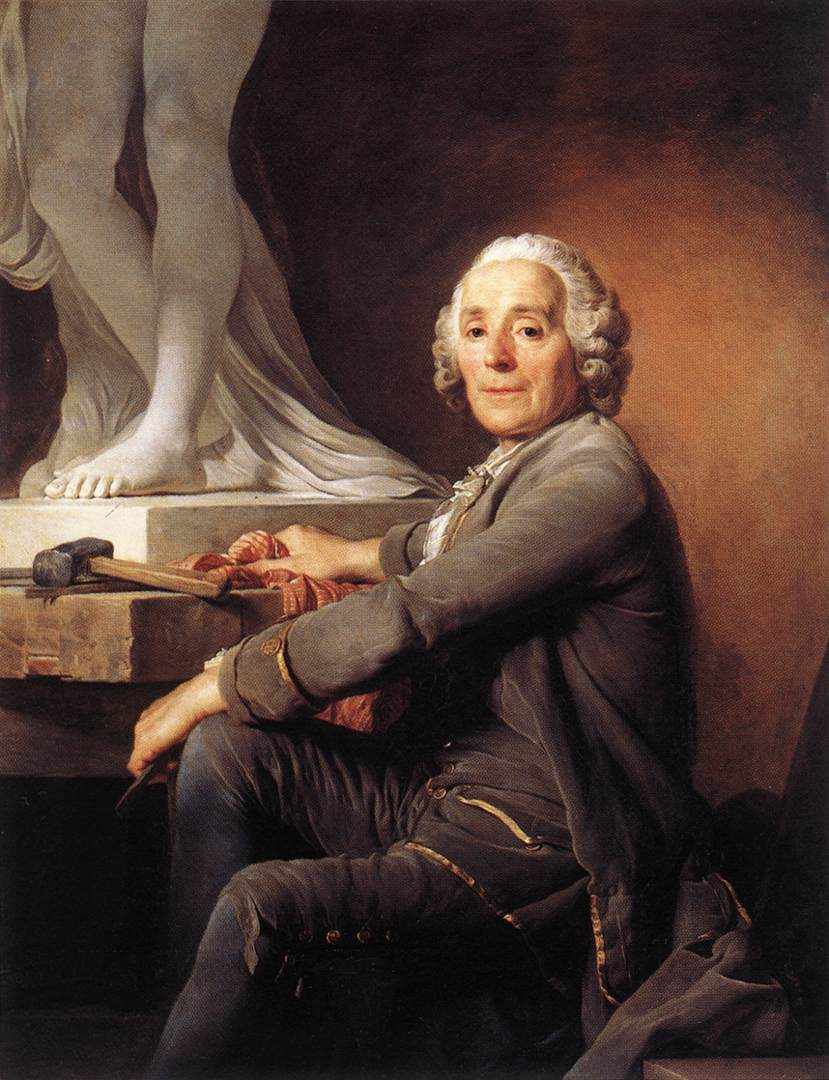
Christophe-Gabriel Allegrain, porträtiert von Joseph-Siffred Duplessis

Christophe-Gabriel Allegrain (* 8. Oktober 1710 in Paris; † 17. April 1795 ebenda) war ein französischer Bildhauer.
Allegrain galt als Vertreter des Rokoko. Seine Bildwerke ähneln denen des Jean-Baptiste Pigalle, welcher sein Schwager war und der an vielen seiner Werke mitwirkte.

## Werke

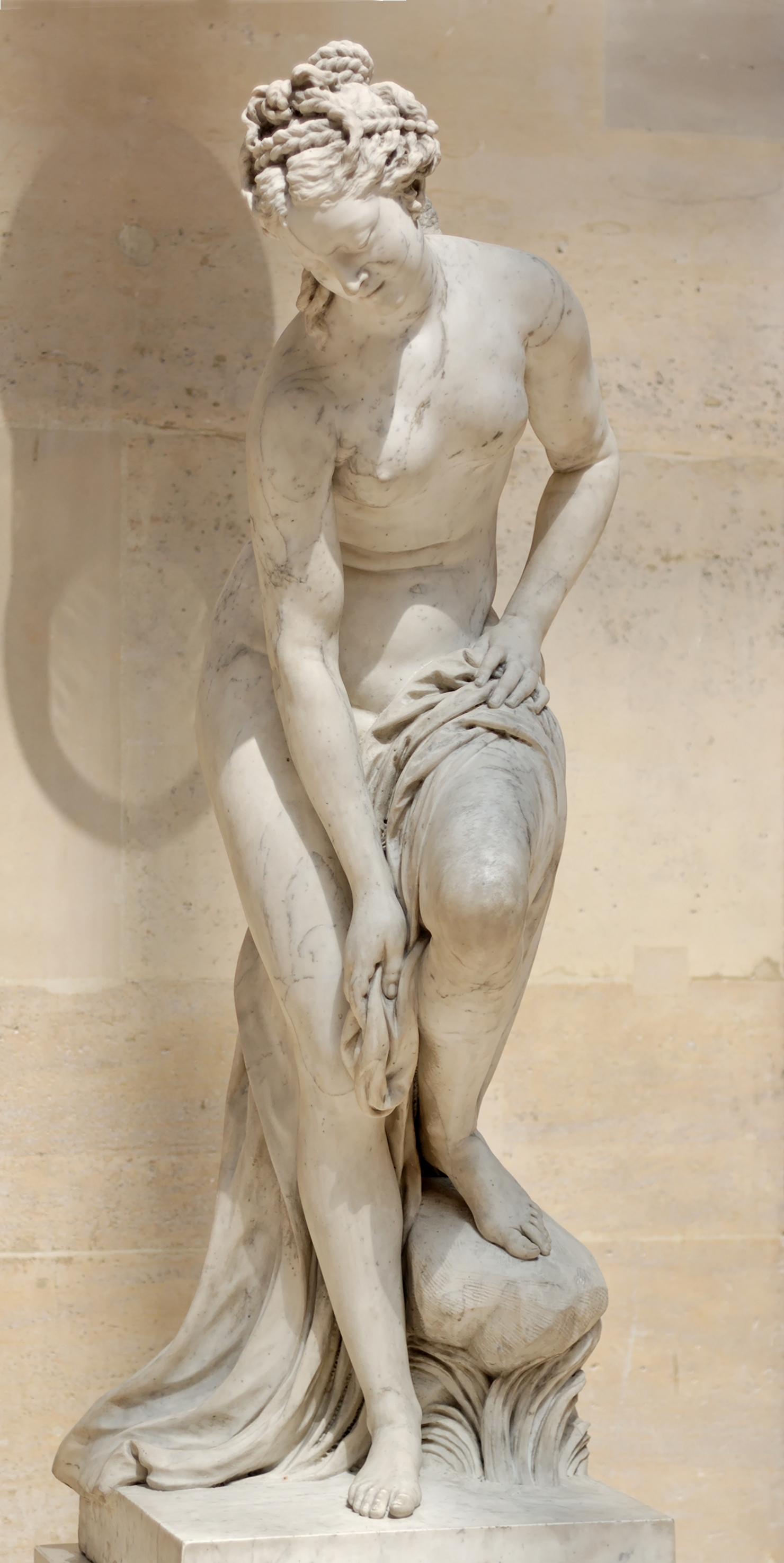
Badende, Marmorstatue von 1767 im Louvre
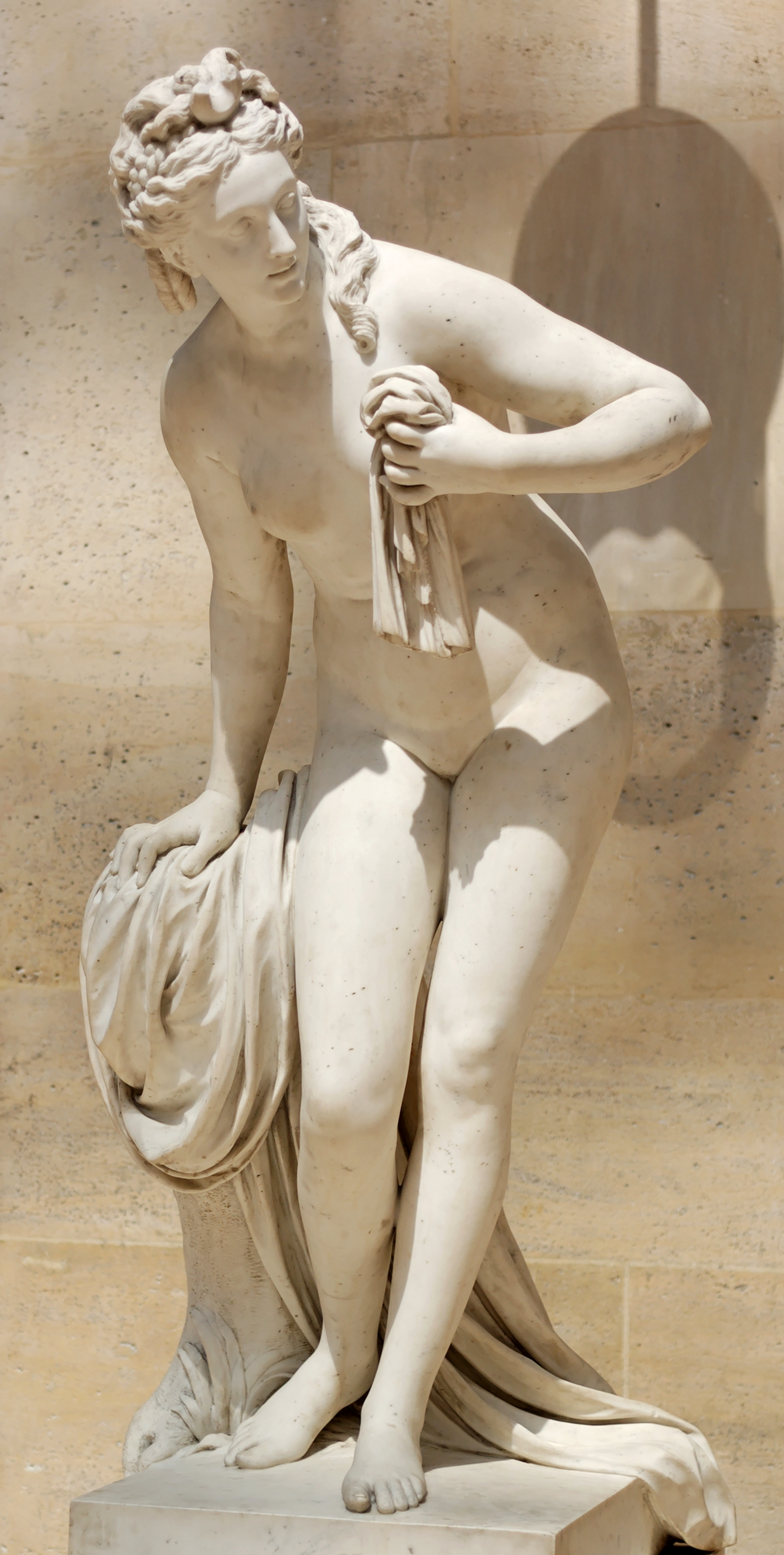
Diana, Marmorstatue von 1778 im Louvre
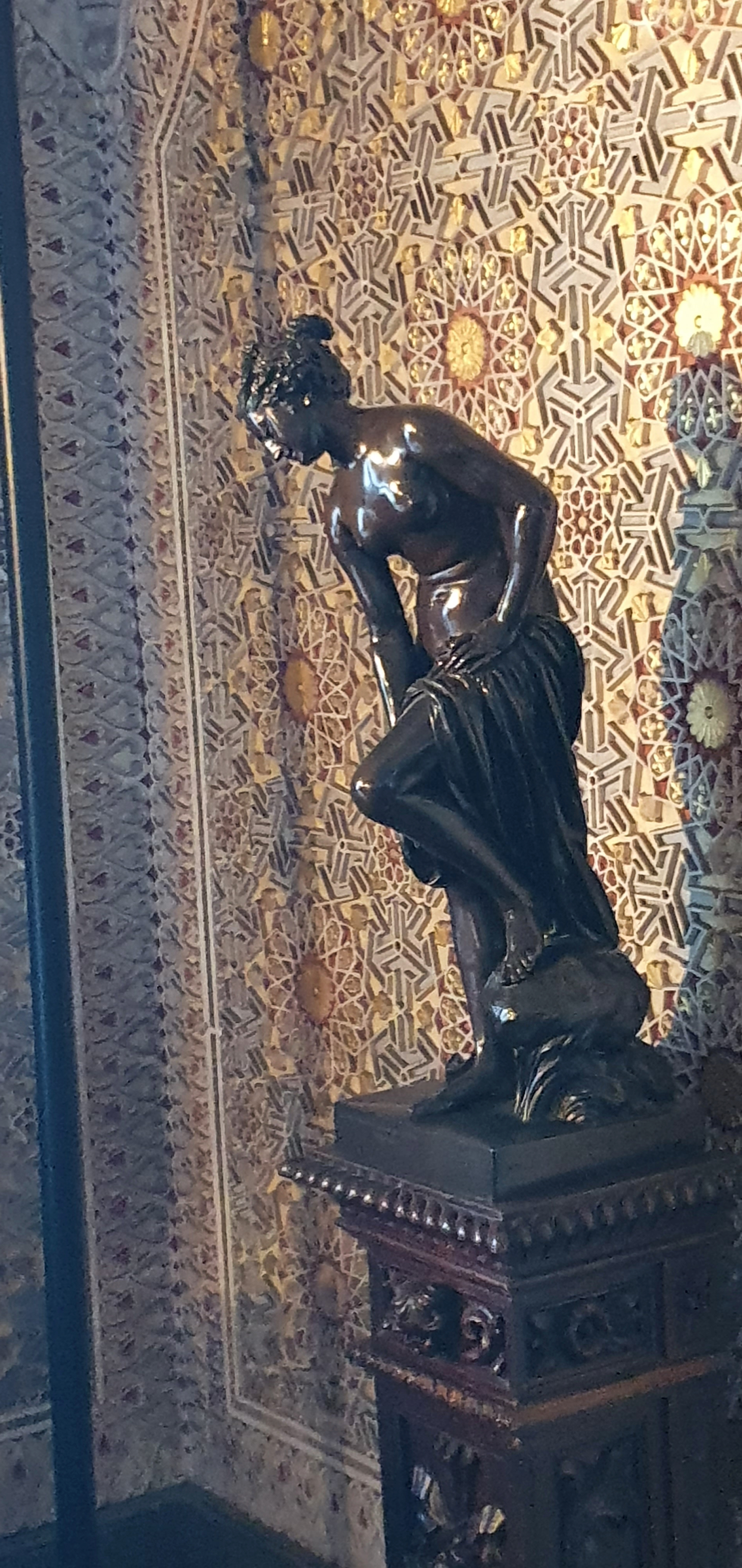
Statue der badenden Venus
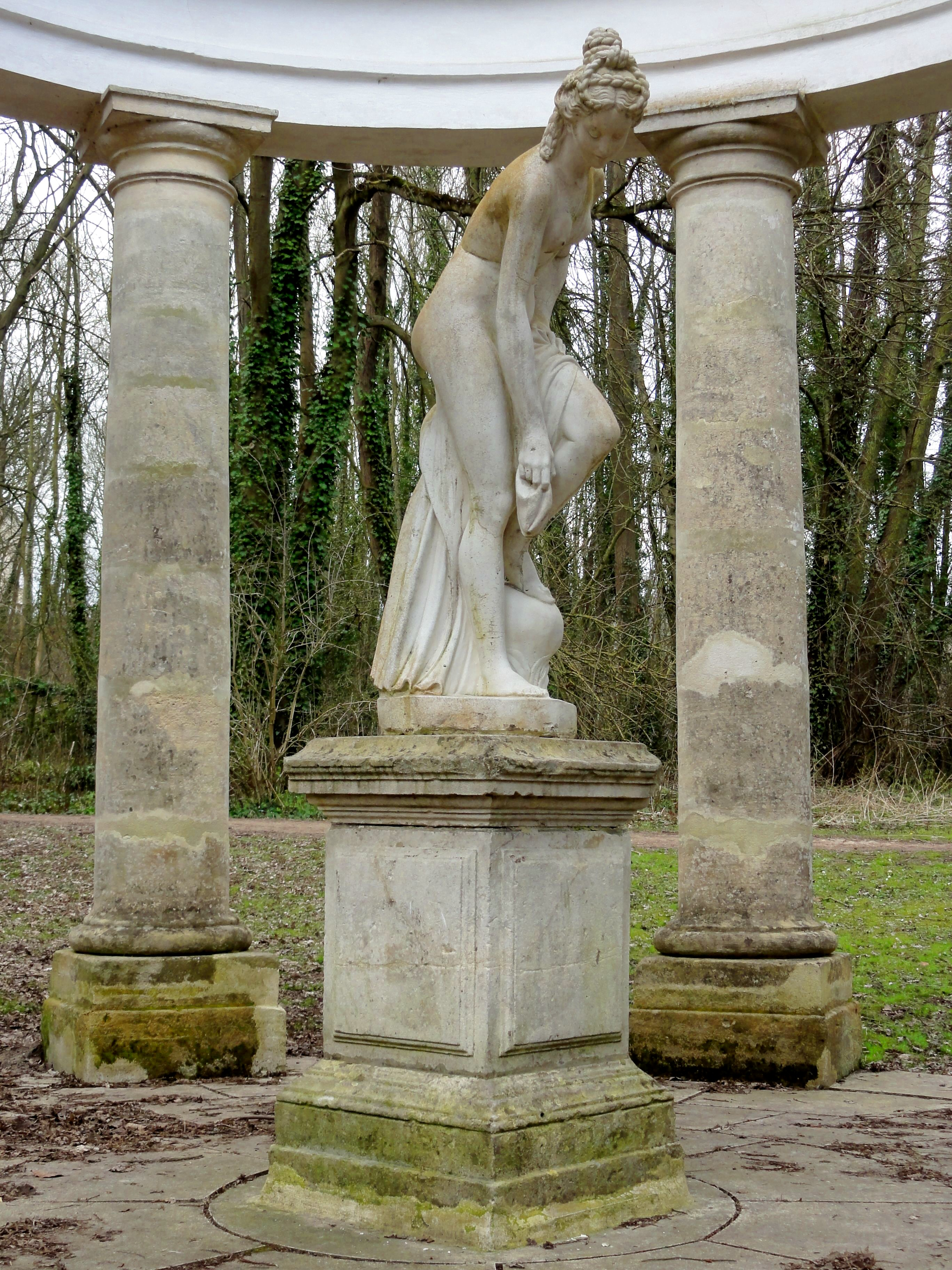
Statue einer Nymphe am Temple d’Amour